# 4133 Еврика
4133 Еврика (4133 Heureka) — астероїд головного поясу, відкритий 17 лютого 1942 року.
Тіссеранів параметр щодо Юпітера — 3,383.